# Upsilon1 Cancri
Upsilon1 Cancri (30 Cancri) é uma estrela na direção da constelação de Cancer. Possui uma ascensão reta de 08h 31m 30.57s e uma declinação de +24° 04′ 52.4″. Sua magnitude aparente é igual a 5.71. Considerando sua distância de 237 anos-luz em relação à Terra, sua magnitude absoluta é igual a 1.40. Pertence à classe espectral F0IIIn.